# Људи без гробова
Људи без гробова је роман српског књижевника Енеса Халиловића, објављен је 2020. године у тиражу од 2500 хиљада примерака за издавачку кућу Лагуна. Роман је позитивно оцењен и од критичара и од публике и исте године је добио две књижевне награде Награду „Златни сунцокрет” и Награду „Григорије Божовић”. По роману је урађена и представа у Београдском драмском позоришту.

## Радња
Основна тема романа је трагање за митским и стварним у историји једне породице. Главни јунак романа је Семир Нумић, младић који потиче из породице убица. Радња се дешава у Новом Пазару и Деспотовцу, а период је од осамдесетих година двадесетог века, до почетка двехиљадитих. Семиров отац Нуман Нумић, настрадао је пре него што се Семир родио, и био је одметник који је услед повреде части убио бившу вереницу, њеног изабраника и велики број других људи, укључујући припаднике југословенске полиције, кријући се 47 дана, и поставши локална легенда свог места. Семир потиче из мешовите српско-бошњачке породице, мајка му је куварица Снежа, која умире на порођају, рађајући Семира, и његовог близанца Демира, који недуго по рођењу бива одведен у дом за лица са посебним потребама. Семир одраста уз сенку очевог злочина,  са говорном маном муцањем, покушавајући да од људи који су га познавали сазна истину о свом оцу. Живи са тетком Бадемом(такође убицом) и стрицем Златаном, психијатријским болесником. 
Роман је крцат карактеристичним ликовима и судбинама, ту су браћа која не разговарају, Гулаш узгајивач нојева који услед дебљине и крвне освете не сме да изађе из куће и коцкар и кицош Клерк који се боји смрти и старења, Семиров пријатељ Умко с којим тренира бокс, девојка Мирела која је кћер познате врачаре, али и несрећни математичар Јанко који покушава да реши Голдбахову хипотезу. Роман се завршава како и почиње, када се Семир запосли у психијатријској установи, где захваљујући пацијентима и запосленима тамо сазнаје истину о својој породици, и проналази оно што није очекивао.